# Олександр Дубровицький
Олександр Глібович (Всеволодович)  (пом. 1 червня 1223) — князь дубровицький з роду Ізяславичів турово-пінських. Син чи внук Гліба Юрійовича та смоленської князівни, дочки Ростислава Мстиславича.
У битві на Калці в 1223 Олександр перебував в укріпленому таборі на правому березі річки та потрапив у полон разом зі своїм старшим родичем Андрієм (імовірно, турівським князем) і його тестем Мстиславом Романовичем Київським. Роздавлений дошками, на яких сіли бенкетувати монголи.
Від Олександра Глібовича виводили свій рід князі Святополк-Четвертинські.